# 巴格达殉教者纪念碑
巴格达殉教者纪念碑（al-Shaheed Monument；نُصب الشهيد）位于伊拉克首都巴格达，以纪念在两伊战争中牺牲的战士。纪念碑於1983年开放，由Ismail Fattah al-Turki设计。

## 建筑
在中东各国的人们心目中，殉教者一直以来是作为国家的英雄，拥有着特殊的地位。纪念碑位于巴格达市中心偏东，整个区域呈平行四边形，短边长485米，长边850米。纪念碑所在地原来是一砖厂的取土场。在纪念碑平台下是两层楼高的地下博物馆，并在周围设置了展览厅以及图书馆、讲堂。